# Domecy-sur-le-Vault
Domecy-sur-le-Vault är en kommun i departementet Yonne i regionen Bourgogne-Franche-Comté i norra Frankrike. Kommunen ligger i kantonen Avallon som tillhör arrondissementet Avallon. År 2022 hade Domecy-sur-le-Vault 85 invånare.

## Befolkningsutveckling
Antalet invånare i kommunen Domecy-sur-le-Vault
| Referens: INSEE |